# Steinwerfen

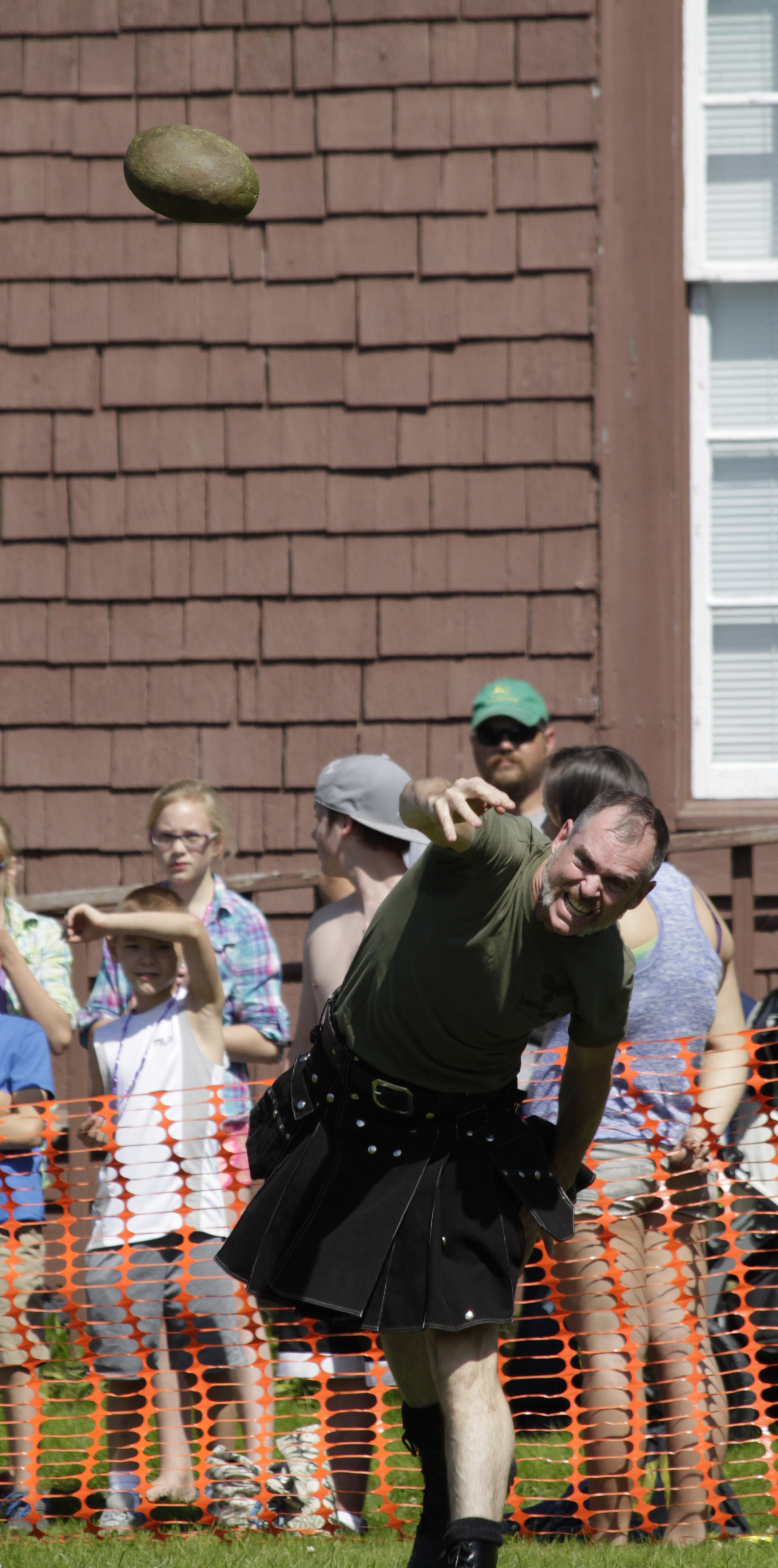
Der Wurf eines Steins während der Sitka Highland Games 2014

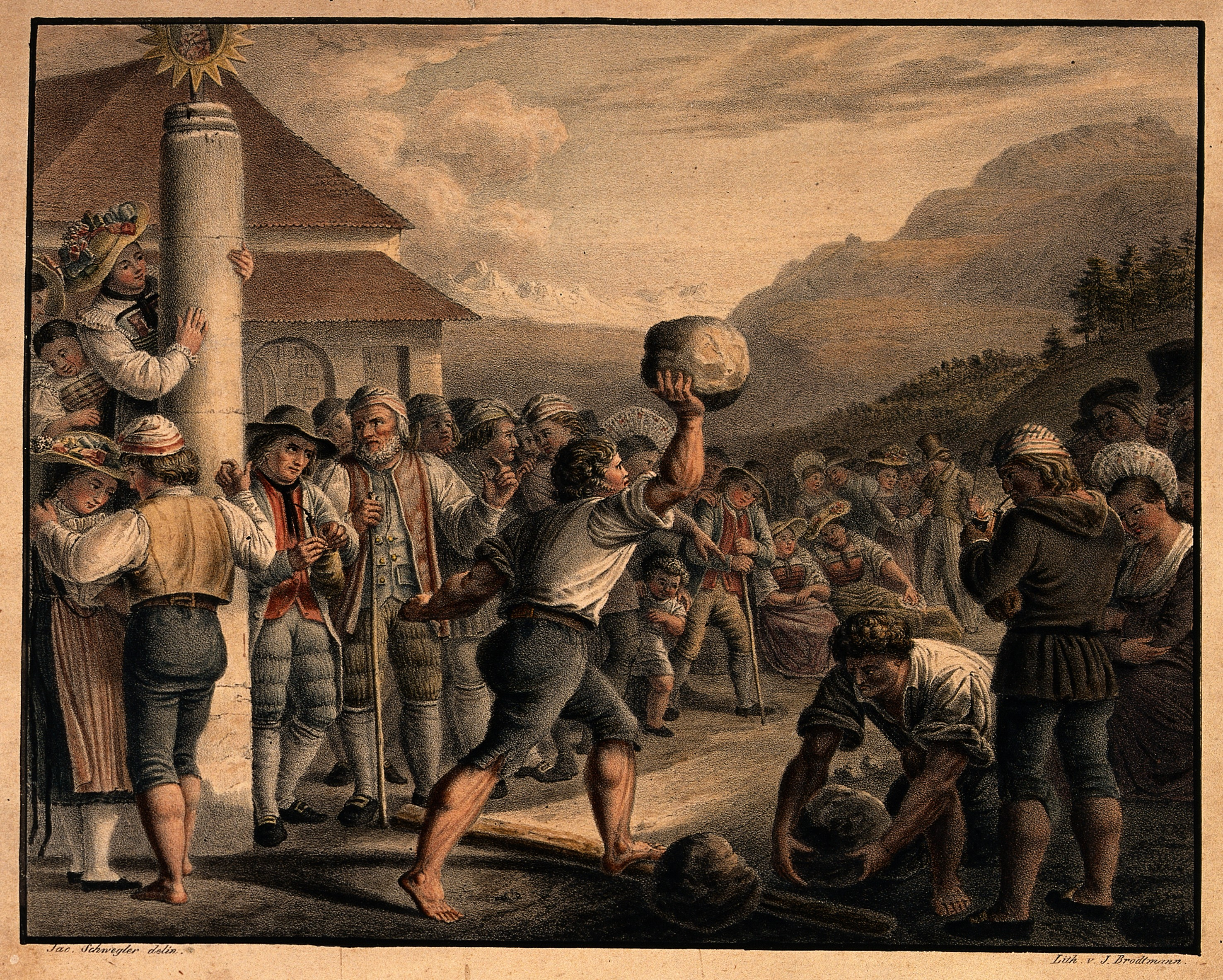
Lithografie von Joseph Brodtmann nach, Jacob Schwegler

Steinwerfen oder Steinwurf ist eine alte germanische Sportart, welche heutzutage z. B. bei den Hochlandspielen oder dem Otterndorfer Germanischen Fünfkampf noch praktiziert wird. Ziel ist es, einen genormten Stein möglichst weit zu werfen.
Steinwurf wurde 1906 als olympische Disziplin durchgeführt. In der Seniorenleichtathletik wird der Steinwurf noch heute bei Weltmeisterschaften als Disziplin ausgetragen und ist die  fünfte Disziplin neben Kugelstoßen, Diskuswurf, Hammerwurf und Speerwurf beim Werfer-Fünfkampf (manchmal auch bezeichnet als Wurf-Mehrkampf oder ähnlich). Das Gewicht des Steines wird dabei mit zunehmendem Alter des Werfers oder der Werferin geringer.

## Gewichte
Gültig für Deutschen Deutsche Meisterschaften des DLV:

### Männer
- Altersklasse 30–49: 15,88 kg
- Altersklasse 50–59: 11,43 kg
- Altersklasse 60–69: 9,08 kg
- ab Altersklasse 70: 7,26 kg

### Frauen
- Altersklasse 30–49: 9,08 kg
- Altersklasse 50–59: 7,26 kg
- ab Altersklasse 60: 5,45 kg